# Mail Boxes Etc.
Mail Boxes Etc. è una rete di centri di vendita al dettaglio che offre servizi di imballaggio, spedizione, logistica, servizi e prodotti per l'ufficio e marketing.

## Storia
Mail Boxes Etc. viene fondata nel 1980 a San Diego, in California basandosi sulla formula del franchising. Nel 1990 sono presenti negli Stati Uniti oltre mille negozi del marchio.
Nei primi anni novanta l'azienda decide di espandersi vendendo licenze master di franchising. Nel 1993 il marchio viene portato in Italia dalla famiglia Fiorelli e negli anni successivi anche in Germania, Austria e Ungheria.
Nel 2001 il corriere UPS acquisisce il marchio e nel 2003 rinomina i negozi presenti negli Stati Uniti e Canada come The UPS Stores .
Nel 2009 Paolo Fiorelli acquisisce la società MBE Worldwide, compresi i diritti di usare il marchio in tutto il mondo tranne che per i negozi negli Stati Uniti, in Canada e India che erano stati rinominati The UPS Store e che restano sotto il controllo di UPS.
Nel 2017 vengono acquisite PostNet e AlphaGraphics, aziende americane con franchising attivi nella stampa, grafica e spedizione. Grazie a ciò la rete di MBE Worldwide aumenta di circa mille negozi arrivando a più di 2600 negozi nel mondo e ritornando nel mercato.
Nel 2020 è stato annunciato che Oaktree Capital Management acquisirà il 40% delle azioni di MBE Worldwide, facendo comunque rimanere la famiglia Fiorelli come azionista di maggioranza.
La più grande rete nazionale MBE in Europa è in Italia con oltre 500 centri. In Germania sono presenti più di 150 centri e più di 30 centri in Austria. La rete globale comprende nel 2019 più di 1.600 centri MBE in 30 paesi. In totale, MBE opera con tre diversi marchi: Mail Boxes Etc., AlphaGraphics e PostNet. La rete globale conta al dicembre 2019 più di 2.600 sedi in 52 paesi con più di 10.000 dipendenti e un fatturato di sistema di 918 milioni di euro (1.028 milioni di dollari). Parte della rete di negozi è operata direttamente da MBE Worldwide mentre gli altri negozi continuano ad essere operati tramite franchising.